# Frans Menton

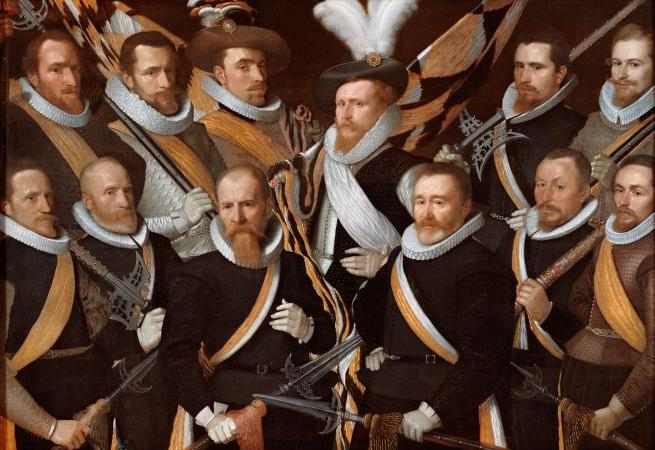
Officieren en vaandeldragers van de Jonge Schutterij (1611)

Frans Menton (Haarlem, ca. 1545 – Alkmaar, 24 maart 1615) was een Noord-Nederlandse prentkunstenaar, schilder en tekenaar.
Menton kreeg zijn artistieke opleiding bij de Antwerpse schilder Frans Floris. Hij werkte enige tijd in Antwerpen en Parijs, hoewel het onduidelijk is wanneer hij precies in Parijs actief was. Rond 1580 vestigde hij zich in Alkmaar, waar hij in datzelfde jaar burger werd. Hij bleef daar werkzaam tot aan zijn dood in 1615. Menton specialiseerde zich in portretten. Zijn werk vertoont een sterke invloed van zijn leermeester en wordt gekenmerkt door precisie en aandacht voor detail.
Frans Menton was twee keer getrouwd: eerst met Judith Bleyersdr, die in 1582 overleed, en later in 1606 met een tweede vrouw, van wie de naam onbekend is. Hij had een zoon en twee dochters, van wie er een op dezelfde dag als zijn tweede huwelijk werd begraven.
Menton overleed op 24 maart 1615 in Alkmaar, waar hij werd begraven achter de preekstoel in de Grote Kerk.
- Biografisch Portaal: 59839500
- RKD-Nederlands Instituut voor Kunstgeschiedenis: 55292
- Union List of Artist Names: 500031451
- Virtual International Authority File: 95875394